# Olympische Sommerspiele 1988/Radsport – Straßenrennen (Männer)
Das Straßenrennen der Männer bei den Olympischen Spielen 1988 in Seoul fand am 27. September 1988 statt.
Der 16,4 km lange Rundkurs im Norden der Stadt (Tongil-ro Circuit) war überwiegend flach und musste insgesamt zwölf Mal durchfahren werden, was eine Gesamtdistanz von 196,8 km ergab. Dies kam besonders dem sprintstarken Olaf Ludwig aus der DDR zugute. Dschamolidin Abduschaparow aus der Sowjetunion, der ebenfalls ein guter Sprinter war, folgte Ludwig, musste diesen allerdings mit Bernd Gröne aus der BRD ziehen lassen. Im Schlusssprint um Gold siegte Ludwig überlegen gegen Gröne, der Silber gewann und dessen Landsmann Christian Henn sicherte sich die Bronzemedaille.

## Ergebnisse
| Rang | Athlet                      | Nation                          | Zeit (h) |
| ---- | --------------------------- | ------------------------------- | -------- |
| 1    | Olaf Ludwig                 | Deutsche Demokratische Republik | 4:32:22  |
| 2    | Bernd Gröne                 | BR Deutschland                  | 4:32:25  |
| 3    | Christian Henn              | BR Deutschland                  | 4:32:46  |
| 4    | Bob Mionske                 | Vereinigte Staaten              | 4:32:46  |
| 5    | Dschamolidin Abduschaparow  | Sowjetunion                     | 4:32:46  |
| 6    | Edward Salas                | Australien                      | 4:32:46  |
| 7    | Roberto Pelliconi           | Italien                         | 4:32:46  |
| 8    | Graeme Miller               | Neuseeland                      | 4:32:46  |
| 9    | Emili Pérez                 | Andorra                         | 4:32:46  |
| 10   | Jozef Regec                 | Tschechoslowakei                | 4:32:46  |
| 11   | Jan Mattheus                | Belgien                         | 4:32:46  |
| 12   | Hung Chung Yam              | Hongkong                        | 4:32:46  |
| 13   | Atle Pedersen               | Norwegen                        | 4:32:46  |
| 14   | Remig Stumpf                | BR Deutschland                  | 4:32:56  |
| 15   | Michel Zanoli               | Niederlande                     | 4:32:56  |
| 16   | Fabrizio Bontempi           | Italien                         | 4:32:56  |
| 17   | Zdzisław Wrona              | Polen                           | 4:32:56  |
| 18   | Neil Hoban                  | Großbritannien                  | 4:32:56  |
| 19   | Johnny Dauwe                | Belgien                         | 4:32:56  |
| 20   | Cássio Freitas              | Brasilien                       | 4:32:56  |
| 21   | Park Hyeon-gon              | Südkorea                        | 4:32:56  |
| 22   | Mario Traxl                 | Österreich                      | 4:32:56  |
| 23   | Uwe Raab                    | Deutsche Demokratische Republik | 4:32:56  |
| 24   | Jean-François Laffillé      | Frankreich                      | 4:32:56  |
| 25   | Mitsuhiro Suzuki            | Japan                           | 4:32:56  |
| 26   | Marcel Stäuble              | Schweiz                         | 4:32:56  |
| 27   | Erik Johan Sæbø             | Norwegen                        | 4:32:56  |
| 28   | Jacek Bodyk                 | Polen                           | 4:32:56  |
| 29   | Yvan Waddell                | Kanada                          | 4:32:56  |
| 30   | Rajko Čubrić                | Jugoslawien                     | 4:32:56  |
| 31   | Juan Arias                  | Kolumbien                       | 4:32:56  |
| 32   | Mićo Brković                | Jugoslawien                     | 4:32:56  |
| 33   | Brian Walton                | Kanada                          | 4:32:56  |
| 34   | Johann Lienhart             | Österreich                      | 4:32:56  |
| 35   | Daniel Steiger              | Schweiz                         | 4:32:56  |
| 36   | Paul Curran                 | Großbritannien                  | 4:32:56  |
| 37   | Jari Lähde                  | Finnland                        | 4:32:56  |
| 38   | Rob Harmeling               | Niederlande                     | 4:32:56  |
| 39   | Mohamed Mir                 | Algerien                        | 4:32:56  |
| 40   | Gianluca Bortolami          | Italien                         | 4:32:56  |
| 41   | Dietmar Hauer               | Österreich                      | 4:32:56  |
| 42   | Tom Cordes                  | Niederlande                     | 4:32:56  |
| 43   | Michel Lafis                | Schweden                        | 4:32:56  |
| 44   | Tang Xuezhong               | China                           | 4:32:56  |
| 45   | Cormac McCann               | Irland                          | 4:32:56  |
| 46   | José Asconeguy              | Uruguay                         | 4:32:56  |
| 47   | Luděk Štyks                 | Tschechoslowakei                | 4:32:56  |
| 48   | Nelson Rodríguez            | Kolumbien                       | 4:32:56  |
| 49   | John McQuaid                | Irland                          | 4:32:56  |
| 50   | Leung Hung Tak              | Hongkong                        | 4:32:56  |
| 51   | Asjat Saitow                | Sowjetunion                     | 4:32:56  |
| 52   | Eduardo Manrique            | Spanien                         | 4:32:56  |
| 53   | Liu Hong                    | China                           | 4:32:56  |
| 54   | Peter Hermann               | Liechtenstein                   | 4:32:56  |
| 55   | Chow Tai Ming               | Hongkong                        | 4:32:56  |
| 56   | Iraj Amir-Akhori            | Iran                            | 4:32:56  |
| 57   | Anders Jarl                 | Schweden                        | 4:32:56  |
| 58   | Perry Merren                | Cayman Islands                  | 4:32:56  |
| 59   | Xavier Pérez                | Andorra                         | 4:32:56  |
| 60   | Riho Suun                   | Sowjetunion                     | 4:32:56  |
| 61   | Luboš Lom                   | Tschechoslowakei                | 4:32:56  |
| 62   | Mark Gornall                | Großbritannien                  | 4:32:56  |
| 63   | Wanderley Magalhães Azevedo | Brasilien                       | 4:32:56  |
| 64   | Realdo Jessurun             | Suriname                        | 4:32:56  |
| 65   | Scott McKinley              | Vereinigte Staaten              | 4:32:56  |
| 66   | Marcos Mazzaron             | Brasilien                       | 4:32:56  |
| 67   | Dubán Ramírez               | Kolumbien                       | 4:32:56  |
| 68   | Geir Dahlen                 | Norwegen                        | 4:32:56  |
| 69   | Craig Schommer              | Vereinigte Staaten              | 4:32:56  |
| 70   | Claude Carlin               | Frankreich                      | 4:32:56  |
| 71   | Tommy Nielsen               | Dänemark                        | 4:32:56  |
| 72   | Kyoshi Miura                | Japan                           | 4:32:56  |
| 73   | Gervais Rioux               | Kanada                          | 4:32:56  |
| 74   | Peter Meinert Nielsen       | Dänemark                        | 4:32:56  |
| 75   | Brian Fowler                | Neuseeland                      | 4:32:56  |
| 76   | Alcides Etcheverry          | Uruguay                         | 4:32:56  |
| 77   | Luis Rosendo Ramos          | Mexiko                          | 4:32:56  |
| 78   | Valter Bonča                | Jugoslawien                     | 4:32:56  |
| 79   | Felice Puttini              | Schweiz                         | 4:32:56  |
| 80   | Gonzalo Aguiar              | Spanien                         | 4:32:56  |
| 81   | Paul McCormack              | Irland                          | 4:32:56  |
| 82   | Uwe Ampler                  | Deutsche Demokratische Republik | 4:32:56  |
| 83   | Leonardo Sierra             | Venezuela                       | 4:32:56  |
| 84   | Andrés Torres               | Guatemala                       | 4:32:56  |
| 85   | Lee Jin-ok                  | Südkorea                        | 4:32:56  |
| 86   | Óscar Aquino                | Guatemala                       | 4:32:56  |
| 87   | Raoul Fahlin                | Schweden                        | 4:32:56  |
| 88   | Frank Francken              | Belgien                         | 4:32:56  |
| 89   | Iván Alemany                | Spanien                         | 4:32:56  |
| 90   | Sin Dae-cheol               | Südkorea                        | 4:34:13  |
| 91   | Laurent Bezault             | Frankreich                      | 4:35:19  |
| 91   | Murugayan Kumaresan         | Malaysia                        | 4:35:45  |
| 92   | Syamak Zafarzadeh           | Iran                            | 4:42:47  |
| 93   | Héctor Pérez                | Mexiko                          | 4:42:47  |
| 94   | Yoshihiro Tsumuraya         | Japan                           | 4:42:47  |
| 95   | Sebti Benzine               | Algerien                        | 4:43:15  |
| 96   | Raymond Thomas              | Jamaika                         | 4:43:15  |
| 97   | Mobange Amisi               | Volksrepublik Kongo             | 4:43:15  |
| 98   | Pierre Gouws                | Simbabwe                        | 4:43:28  |
| 100  | Víctor Lechuga              | Guatemala                       | 4:44:37  |
| 101  | Sultan Khalifa              | Vereinigte Arabische Emirate    | 4:44:37  |
| 102  | Richard Pascal              | Cayman Islands                  | 4:44:56  |
| 103  | Domingo Villanueva          | Philippinen                     | 4:45:20  |
| 104  | Kimpale Mosengo             | Volksrepublik Kongo             | 4:45:20  |
| 105  | Gary Mandy                  | Simbabwe                        | 4:45:50  |
| 106  | Stéphane Operto             | Monaco                          | 4:46:42  |
| 107  | Arthur Tenn                 | Jamaika                         | 4:48:06  |
| 108  | Andrzej Mierzejewski        | Polen                           | 4:48:06  |
| 109  | Dyton Chimwaza              | Malawi                          | 4:52:43  |
|      | Stephen Fairless            | Australien                      | DNF      |
|      | Scott Steward               | Australien                      | DNF      |
|      | Fitzgerald Joseph           | Belize                          | DNF      |
|      | Michael Lewis               | Belize                          | DNF      |
|      | Earl Theus                  | Belize                          | DNF      |
|      | Michele Smith               | Cayman Islands                  | DNF      |
|      | Cai Yingquan                | China                           | DNF      |
|      | Hsu Jui-te                  | Chinesisch Taipeh               | DNF      |
|      | Byron James                 | Guyana                          | DNF      |
|      | Mohammad Reza Bajool        | Iran                            | DNF      |
|      | Ndjibu N’Golomingi          | Volksrepublik Kongo             | DNF      |
|      | Abdullah Badri              | Libyen                          | DNF      |
|      | Abdel Hamed El-Hadi         | Libyen                          | DNF      |
|      | Georges Honein              | Libanon                         | DNF      |
|      | Hratch Zadourian            | Libanon                         | DNF      |
|      | Patrick Matt                | Liechtenstein                   | DNF      |
|      | George Nayeja               | Malawi                          | DNF      |
|      | Amadu Yusufu                | Malawi                          | DNF      |
|      | Gabriel Cano                | Mexiko                          | DNF      |
|      | Wayne Morgan                | Neuseeland                      | DNF      |
|      | Norberto Oconer             | Philippinen                     | DNF      |
|      | Frank Williams              | Sierra Leone                    | DNF      |
|      | Enrique Campos              | Venezuela                       | DNF      |
|      | Ali Parra                   | Venezuela                       | DNF      |
|      | Khalifa Bin Omair           | Vereinigte Arabische Emirate    | DNF      |
|      | Issa Mohamed                | Vereinigte Arabische Emirate    | DNF      |
|      | Huỳnh Châu                  | Vietnam                         | DNF      |

## Weblink
- Ergebnisse in der Datenbank von Olympedia.org (englisch)